# Agua Bendita II
Agua Bendita II är en ort i Mexiko.   Den ligger i kommunen Venustiano Carranza och delstaten Chiapas, i den sydöstra delen av landet, 800 km sydost om huvudstaden Mexico City. Agua Bendita II ligger 624 meter över havet och antalet invånare är 151.
Terrängen runt Agua Bendita II är kuperad österut, men västerut är den platt. Runt Agua Bendita II är det ganska glesbefolkat, med 35 invånare per kvadratkilometer. Närmaste större samhälle är Venustiano Carranza, 17,9 km nordväst om Agua Bendita II. Omgivningarna runt Agua Bendita II är en mosaik av jordbruksmark och naturlig växtlighet.